# Pablo Maia
Pablo Gonçalves Maia Fortunato, mais conhecido apenas como Pablo Maia (Brazópolis, 10 de janeiro de 2002), é um futebolista brasileiro que atua como volante. Atualmente joga pelo São Paulo.[carece de fontes?]

## Carreira

### Antecedentes
Nascido em Brazópolis (MG), Pablo Maia veio à São Paulo começar sua carreira no futebol muito jovem, aos 11 anos de idade. Seus primeiros clubes em categorias de base foram o Independente Futebol Clube e a Portuguesa Santista, que foram seus times de 2013 até 2017.

### São Paulo

#### Base
Após passagens por clubes do interior, o São Paulo contratou Pablo em 2017 para fazer parte de sua equipe sub-15.[carece de fontes?]
Os anos se passaram e o volante se tornou um dos titulares da categoria de base do clube, subindo degraus e virando líder ainda antes de se profissionalizar.
Mesmo sem jogar, foi oficialmente campeão do Campeonato Paulista de 2021 com a equipe profissional, ainda atuando pelas categorias de base.[carece de fontes?]

#### Profissional
Após um campanha como capitão na Copinha 2022, Pablo Maia foi integrado pelo técnico Rogério Ceni ainda neste ano para a equipe principal. Realizou sua estreia profissional em 30 de janeiro, no empate por 0x0 contra o Ituano. Em sua segunda partida, a primeira como titular, foi eleito Melhor em Campo.
Conseguiu destaque e, ainda no Campeonato Paulista, virou titular. Seu primeiro gol saiu em 22 de março, na vitória por 4x1 sobre o São Bernardo, no mata-mata do Paulista. Mesmo com o vice-campeonato do Tricolor, Pablo foi eleito a Revelação do Campeonato, marcando, inclusive, gol na final contra o Palmeiras.
Apareceu menos regularmente no time titular no decorrer do ano, mas foi o terceiro jogador com mais jogos pelo clube na temporada, atuando em 68 partidas no ano.
Ainda em 2022, foi eleito pelo Observatório do Futebol do Centro Internacional de Estudos Esportivos (CIES) o melhor volante sub-23 do mundo, e, pela Federação Internacional de História e Estatísticas do Futebol (IFFHS) o melhor volante sub-20 da América do Sul.
Já em 2023, Pablo teve sua temporada de explosão, tornando-se titular incontestável de Dorival Júnior. Neste ano, foi o volante titular da equipe que se sagrou campeã da Copa do Brasil após derrotar o Flamengo na final. Durante a campanha, Pablo começou jogando 8 das 10 partidas, incluindo o jogo de ida e volta das semifinais e finais.
Um ano e meio após sua estreia profissional, em agosto de 2023, completou 100 jogos pelo São Paulo, se tornando o jogador vindo da base que levou menos tempo para atingir esta marca na história do clube, ultrapassando grandes nomes da história do clube como Lucas e Casemiro.
Ao fim da temporada 2023, Pablo era titular absoluto, ele passou a fazer parte da espinha dorsal do Tricolor, sendo fundamental na parte defensiva e ofensiva. Pablo terminou com 58 partidas, cinco gols e deu duas assistências.

## Seleção Brasileira
Pablo Maia estreou-se em 23 de março de 2024, na vitória do Brasil sobre a Inglaterra por 1 a 0 em amigável, em Wembley na estreia do técnico Dorival Júnior.

## Estilo de jogo
Pablo é um volante marcador, com características do popular "cabeça de área", sendo comparado até ao próprio Casemiro, revelado também pelo São Paulo. Tem boa marcação, desarme e carrinho, além de um estilo aguerrido.[carece de fontes?] Além disso, é conhecido pela sua potência na finalização à longa distância.[carece de fontes?]

## Títulos

#### São Paulo
- Copa do Brasil: 2023[27]
- Supercopa Rei: 2024[28]

### Prêmios individuais
- Revelação do Campeonato Paulista: 2022[carece de fontes?]
- Melhor volante sub-23 do mundo (CIES): 2022[carece de fontes?]
- Melhor volante sub-20 da América do Sul (IFFHS): 2022[carece de fontes?]